# Mastit
Mastit (av grekiskans μαστός, "bröst", och ιτις, suffix som anger inflammation) avser bröstkörtelinflammation hos människa och juverinflammation hos djur. Hos människan är mastit ett exempel på mjölkstockning och kallas även vid det namnet. 
Mastit orsakas oftast av en bakteriell infektion. Många olika bakterier, till exempel stafylokocker, streptokocker och koliformer, kan vara inblandade. Orsaken till mastit är mångfaktoriell och varierar mellan människa och djur. För att förebygga mastit är det viktigt att minska förekomsten av sjukdomsframkallande bakterier på bröst/juver och minska risken att immunförsvaret hos människan/djuret hämmas, till exempel amma/mjölka flera gånger per dag. Vid bakteriebetingad mastit kan infektionen i vissa fall behandlas med antibiotika.

## Mastit hos nötkreatur i Sverige
Mastit är den vanligaste och mest kostsamma sjukdomen bland Sveriges mjölkkor. Sjukdomen är också den vanligaste anledningen till att mjölkkor behandlas med antibiotika. Olika former av mastit kan även drabba dikor, men hur vanlig sjukdomen är bland dessa djur är inte väl känt. 
De vanligaste bakteriefynden vid mastit hos mjölkkor är stafylokocker, streptokocker och koliformer.